# Papyrus Ebers

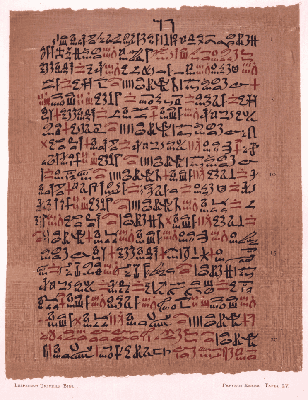
Abschnitt des Papyrus Ebers

Der Papyrus Ebers (auch Papyros Ebers) ist ein medizinischer Papyrus aus dem alten Ägypten. Er wurde im 16. Jahrhundert v. Chr. (vermutlich um 1550 v. Chr.) verfasst. Damit gehört er neben dem Papyrus Edwin Smith zu den ältesten noch erhaltenen Papyrus-Texten überhaupt und ist zudem einer der ältesten bekannten Texte mit medizinischen Themen, wobei er unter anderem ein großes Spektrum an Beschreibungen von Krankheiten und deren Symptomen und Diagnosen beinhaltet. Des Weiteren enthält der Papyrus Anweisungen für Behandlungen sowie für die Zubereitung von Heilmitteln, zum Beispiel gegen Verletzung, Parasiten und Zahnbeschwerden, aber auch gynäkologische Tipps, wie beispielsweise für die Empfängnisverhütung. Dazu werden Zaubersprüche zur Unterstützung des Heilerfolges angegeben.

Nachträglich wurden zusätzlich auf der Rückseite kalendarische Informationen niedergeschrieben. 

## Datierung
Traditionell wurde meist von einer Abfassung des Papyrus Ebers im letzten Viertel des 16. Jahrhunderts v. Chr. ausgegangen und auf die Datierung von Richard Lepsius Bezug genommen. Letzter Vertreter dieser These war Kenneth A. Kitchen. Beide Ägyptologen beriefen sich bei ihrer Annahme auf Zeitangaben im auf der Rückseite verzeichneten Kalender. Zwischenzeitliche paläografische Untersuchungen haben jedoch ergeben, dass die medizinischen Eintragungen wahrscheinlich einige Jahrzehnte älter sind, in der Regierungszeit von Pharao Ahmose I. niedergeschrieben wurden und mögliche Abschriften von älteren Vorlagen repräsentieren. Eine 2015 durchgeführte C14-Untersuchung bestätigte zumindest die zumeist vertretene Datierung in das 16. Jahrhundert v. Chr.

## Fundort
Der Papyrus Ebers wurde Anfang 1873 von Georg Ebers im ägyptischen Luxor mit den Geldern des Königs von Sachsen (15.000 Taler) und Geld aus dem Universitäts-Reisestipendienfonds (25.000 Taler) erworben. Zuvor befand sich der Papyrus im Besitz von Todrus Bulos (gestorben 1898), einem Konsularagenten des Norddeutschen Bundes. Nach dem Kauf wurde der Papyrus in die Bestände der Universitätsbibliothek Leipzig eingegliedert und 1875 von Ebers in einer zweibändigen Faksimile-Ausgabe mit Kommentar und Glossar veröffentlicht. Das Manuskript befindet sich bis heute in der Universitätsbibliothek Leipzig.

## Inhalt (Medizinische Aufzeichnungen)

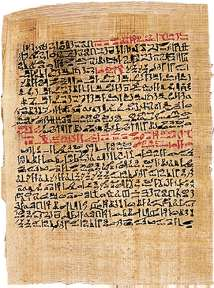
Papyrus Ebers: Falldarstellung
„Tumor gegen die Gottheit Xenus“

Der Papyrus Ebers wurde in hieratischer Schrift verfasst und stellt die größte Aufzeichnung über altägyptische Medizin dar. Der Papyrus Ebers ist der längste medizinische Papyrus und hat eine Gesamtlänge von 18,63 Metern und dabei eine Höhe von 30 Zentimeter. Die Schriftrolle bestand ursprünglich aus 108 Kolumnen, die von 1 bis 110 nummeriert sind (Nr. 28 und 29 sind ausgelassen). Während des Zweiten Weltkriegs erlitt der Papyrus erheblichen Schaden. So sind die Kolumnen 54, 56, 94 und 109 beschädigt oder liegen nur noch in Fragmenten vor. Die Kolumnen 48, 49, 55, 80–82, 93/110, 98/106, 99, 100/104, 101, 102/103 und 105 sind heute verloren. Die 108 Kolumnen sind unterteilt in 877 magische Formeln und Heilmittel. Obwohl er voller Beschwörungen zur Vertreibung krankheitsverursachender Dämonen ist, finden sich doch Beweise für empirische Behandlung und Beobachtung.
Der Papyrus enthält Kapitel über Darmerkrankungen und Parasiten, Augenleiden und Hautprobleme, Wundbehandlung, Empfängnisverhütung und gynäkologische Erkrankungen, Zahnheilkunde, die chirurgische Behandlung von Abszessen und Tumoren und das Richten von Knochen und Verbrennungen. Als Abführmittel bei Verstopfung wird die Anwendung von Wacholderbeeren empfohlen. Als Narkotika werden Opium und Cannabis indica erwähnt. Außerdem enthält er ein kurzes Kapitel über klinisch vermutbare Depressionen. Mit der Erwähnung der Staublunge der Steinmetze ist es mit das älteste Zeugnis der Arbeitsmedizin.
Des Weiteren enthält er eine Abhandlung über Herz und Gefäße. Obwohl die Ägypter wenig über die Existenz der Nieren wussten und das Herz als Treffpunkt verschiedener Gefäße des Körpers – nicht nur Blut, sondern auch Tränen, Urin und sogar Sperma – betrachteten, erkannten sie nicht nur das Vorhandensein von Blutgefäßen im ganzen Körper, sondern auch die Funktion des Herzens als dessen Zentrum.
Medizingeschichtlich ergänzt wird der Papyrus Ebers durch den 1862 ebenfalls in Theben entdeckten Papyrus Edwin Smith, der auf das Ende der 12. Dynastie – etwa 1780 v. Chr. – zurückgeht und sich vor allem mit Chirurgie beschäftigt, sowie durch den Berliner Papyrus Brugsch (um 1300 v. Chr.).

## Übersetzungen
ins Englische
- Bendix Ebbell: The Papyrus Ebers. The greatest Egyptian medical document. Kopenhagen 1937.

ins Deutsche
- Lutz Popko: Übersetzung und Kommentar.
- Markos Stuhr (Hrsg.): Papyrus Ebers.